# Faucigny (Haute-Savoie)
Faucigny is een gemeente in het Franse departement Haute-Savoie (regio Auvergne-Rhône-Alpes) en telt 640 inwoners (2019). De plaats maakt deel uit van het arrondissement Bonneville.
De heren van Faucigny waren vazallen van de graven van Genève. In 1355 werd Faucigny een provincie van het hertogdom Savoye. Beatrix van Faucigny stichtte in de 13e eeuw de stad Bonneville en in de 14e eeuw verplaatsten de heren van Faucigny hun residentie naar deze beter gelegen stad.

## Geografie
De oppervlakte van Faucigny bedraagt 4,9 km², de bevolkingsdichtheid is 130 inwoners per km².
De onderstaande kaart toont de ligging van Faucigny (Haute-Savoie) met de belangrijkste infrastructuur en aangrenzende gemeenten.

## Demografie
Onderstaande figuur toont het verloop van het inwonertal (bron: INSEE-tellingen).